# Eidgenössische Militärpferdeanstalt
Die Eidgenössische Militärpferdeanstalt (EMPFA) war eine Organisation des Bundes mit dem Auftrag, Pferde, sogenannte Remonten, für die Kavallerie der Schweizer Armee auszubilden.

## Geschichte
Im Jahr 1890 wurde das Centrale Remontendepot (CRD) geschaffen, welches 1950 in Eidg. Militärpferdeanstalt umbenannt wurde. Auf dem angrenzenden Beundenfeld wurde 1914 die Schweizerische Fliegertruppe gebildet. Im Jahr 1964 errang Henri Chammartin, ein Bereiter der Anstalt, Olympiagold im Dressurreiten. In diesen 1960er-Jahren wurden bis 1500 Pferde gehalten und bis 600 Jungpferde jährlich diensttauglich gemacht. Im Jahr 1972 wurde in der Schweiz die Kavallerie abgeschafft. In der Folge war in Parlament und Bundesrat unter anderem eine Zusammenlegung des Betriebs mit dem Nationalgestüt in Avenches diskutiert worden.
Als absehbar wurde, dass der Betrieb der EMPFA eingestellt würde, wurde im Jahr 1995 das Nationale Pferdezentrum als Genossenschaft gegründet mit dem Ziel, die bisherigen Aufgaben der EMPFA in geringerem Rahmen zu übernehmen.